# Kanton Saint-Leu
Kanton Saint-Leu (francouzsky Canton Saint-Leu) je francouzský kanton v departementu Réunion v regionu Réunion. Tvoří ho část města Saint-Leu a obec Les Trois-Bassins.